# 대기층 (암석)
대기층(Daegi limestone formation, 大基層) 또는 풍촌 석회암층(Pungchon limestone formation, 豊村 石灰巖層)은 대한민국 태백산분지에 분포하는 고생대 캄브리아기 조선 누층군 태백층군의 탄산염암 지층이다. 이 지층은 고바야시(1930)에 의해 대기층으로 명명되었으나 태백산지구지하자원조사단(1962)은 호명 지질도폭 내의 정선군 화암면 호촌리에 위치한 풍촌 마을에 표식적으로 발달해 있다고 하여 이 지층을 풍촌 석회암층이라 명명하였고 현재는 두 지층명이 혼용되고 있다. 이 지층의 전형적 암상은 층리가 거의 관찰되지 않는 유백색의 괴상 석회암이지만, 지역과 층준에 따라 암상의 차이가 뚜렷하여 암회색이나 담홍색 또는 청회색을 띠기도 하고 하부에서 어란상 석회암과 암회색 셰일이 협재된다. 태백산지구지하자원조사단은 대기층을 풍촌층으로 명명하였다. 석회암 지층인 대기층에는 추암촛대바위, 천곡황금박쥐동굴, 단양 천동동굴, 삼척 대이리 동굴지대, 삼척 초당굴과 같은 석회암 동굴과 카르스트 지형이 다수 발달한다. 이 지층은 천해(淺海)의 환경에서 퇴적된 것으로 보인다.

## 화석
고바야시(1935, 1966)는 대기층에서 하부로부터 Megagraulos, Solenoparia, Olenoides 3개의 삼엽충 생층서대를 인지하고 이들을 북중국의 중기 캄브리아기 장샤절(Zhangxian; 張夏節)에 대비하였다. 이하영 등(1992)은 대기층에서 Amictorcracens teres, Ocruranus trulliformis, Treptotreta sp., Microdictyon 등의 화석을 보고하고 캄브리아기 중기에 해당한다고 하였다. 강임성과 최덕근(2007)은 석개재 단면의 대기층에서 17종 삼엽충 화석을 발견하고 Crepicephalina, Amphoton, Cyclolorenzella 3개 생층서대를 제안하면서 이들을 역시 장샤절에 대비하였다. 하부 Crepicephalina 대에서는 Proasaphiscus sp., Metanomocarella tumida, Changqingia deprati, Manchuriella macar, Ignotogregatus sp. cf. I. manholi, Ammagnostus laiwuensis등이, 중부 Amphoton  대에서는 Amphoton deois과 Dorypyge richthofeni가, 상부의 Cyclolorenzella 대에서는 Cyclolorenzella rotundata과 Cyclolorenzella sp, Blackwelderia sp., Teinistion? sp., Palaeadotes? sp.와 같은 삼엽충이 산출된다. 이 생층서대는 캄브리아기 중기에 해당하고 북중국의 Crepicephalina, Amphoton, Damesella-Yabeia 생층서대에 대비된다. 강임성과 최덕근은 Cyclolorenzella rotundata의 산출을 바탕으로 Cyclolorenzella 생층서대를 설정하였는데 박태윤 등이 Cyclolorenzella rotundata가 새로운 속 Jiulongshania에 속한다는 사실을 밝혀내 Cyclolorenzella는 Jiulongshania 생층서대로 바뀌게 되었다.

## 지역별 암상
태백산지구 지하자원 조사보고서(1962)에 의하면 주로 유백색 괴상(塊狀)의 결정질 석회암으로 구성되고 간혹 흑색 셰일을 협재하는 두꺼운 석회암 지층으로 묘봉층을 정합적으로 덮고 화절층에 의해 정합적으로 덮인다. 본 지층의 원래 이름은 대기 석회암층이었으나 조사 당시 호명 도폭의 풍촌 마을에서 본 지층이 양호하게 발달해 풍촌 석회암층으로 명명되었다. 본 지층의 두께는 200~500 m이다.

### 정선군

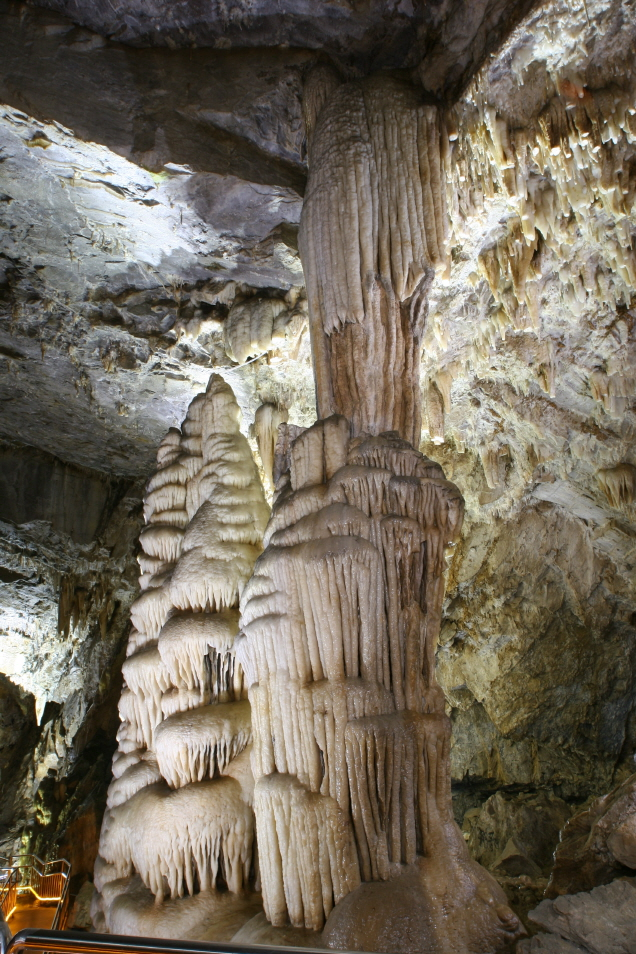
정선 화암동굴

정선군 내에서 화암면과 남면, 임계면 곳곳에 분포한다. 이 지층은 백색-유백색 괴상(塊狀) 석회암, 담회색-회색 석회암, 암회색 석회암, 담회색 백운암 등으로 구성되며, 주로 담회색 석회암 내에 엽리가 발달되어 있다. 지층 가운데의 암회색 백운암을 기준으로 상부 석회암대(帶), 하부 석회암대로 구분된다. 일반적으로 상부 석회암대가 대부분 백색-유백색 괴상 석회암으로 이루어져 있는 주변 광구들과는 달리 화암면의 상부 석회암대는 대부분 담회색-암회색 석회암이 나타나며, 중북부에서 제한적으로 백색-유백색 괴상 석회암이 나타난다. 화암면 화암리 중심부 일대에서는 남-북 주향의 단층과 스러스트 단층에 의해 풍촌층이 2회 반복 분포하고, 단층에 동반된 습곡 작용에 의해 심한 변형을 보이며 복잡한 분포 양상을 나타낸다. 석회암 동굴인 정선 화암동굴이 바로 풍촌 석회암층 중에 발달하고 있다.
- 풍촌층 하부 석회암대는 주로 담회색-암회색 니질 석회암이 우세하게 발달되어 있으며, 본 층 상부에 돌로마이트가 협재되어 나타난다. 구조적인 변형 작용에 의해 석회암 내의 엽리가 발달되어 있으며, 하부 석회암대의 두께는 약 140 m이다.[7]
- 풍촌층 중부 백운암대는 괴상의 담회색-암회색 백운암으로 구성되며 일부 세일 및 석회암이 협재되어 있다. 대체로 하부에는 암회색 괴상 백운암이, 상부에는 담회색 괴상 돌로마이트가 우세하게 발달하며, 최상부에는 부분적으로 고품위의 백색 석회암이 불규칙하게 협재하여 분포하기도 한다. 화암면에 분포하는 중부 백운암대의 두께는 약 30 m이다.[7][8]
- 풍촌층 상부 석회암대는 화암면에서 주로 담회색-암회색 니질(泥質)석회암과 유백색-백색 괴상(塊狀) 석회암으로 구성되어 있다. 대체적으로 하부 석회암대와 암상이 동일한 담회색-암회색 니질석회암으로 구성되어 있으며, 주로 유백색 괴상 석회암이 우세하나 부분적으로 담회색-암회색 석회암이 협재되어 있다. 화암면에 분포하는 상부 석회암대의 두께는 약 45 m이다.[7][8]

정선군 남면 지역의 풍촌 석회암층은 광상과 관련되는 중요한 지층으로 북동-남서 방향으로 발달한 2개 조의 스러스트 단층에 의해 3회 반복되며 넓은 지역에 걸쳐 분포한다. 예미 14호 광구에서는 북동 20~30°방향으로 발달된 역단층에 의해 그 분포가 제한되고 예미 36, 46호 광구에서는 북동 30~70° 방향으로 발달된 후향 스러스트(back thrust)에 의해 그 분포가 제한된다. 예미 24, 25호 광구에서는 예미 스러스트 단층에 의해 풍촌 석회암층이 반복되어 넓게 분포하는데 특히 예미 25호 광구 동편에서는 예미 스러스트 단층에 이끌려 클리페(Klippe) 구조로 화절층 상위에 풍촌 석회암층 하부 석회암대가 충상되어 발달되기도 한다. 이 층은 백색-유백색 괴상 석회암, 담회색-회색 석회암, 암회색 괴상 석회암, 담홍색-잡색 석회암, 회색-담회색 돌로마이트, 암회색 괴상 돌로마이트, 녹회색 점판암 등으로 구성되는데 화절층과의 경계부에는 어란상 석회암(oolitic limestone)이 3~10 m 폭으로 협재되어 있다. 하부에는 회색-담회색 괴상 석회암, 중부에는 회색-암회색 돌로마이트, 상부에는 백색, 담회색-유백색 석회암이 우세하게 발달한다.

#### 정선 백복령 카르스트지대

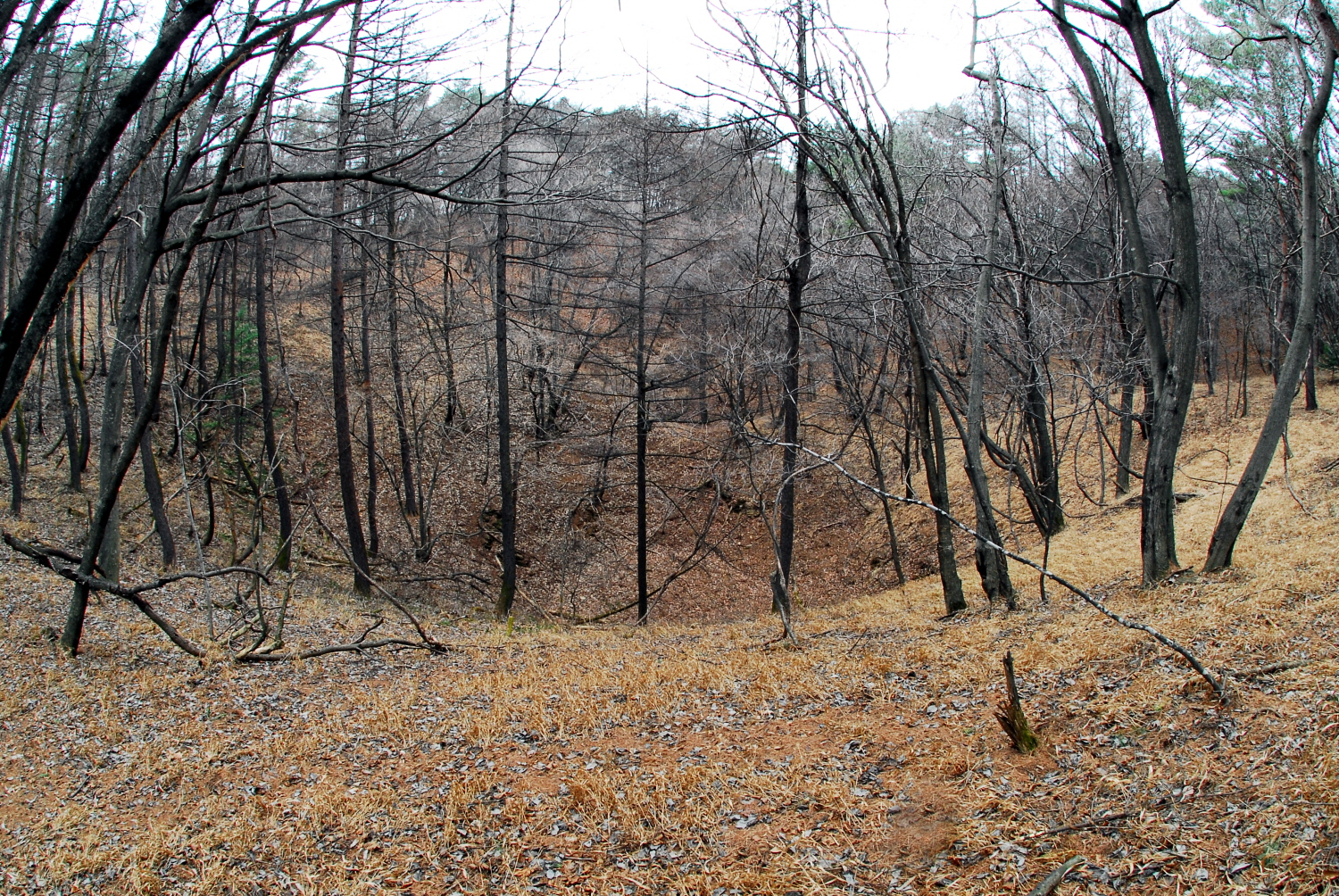
정선 백복령 카르스트지대의 돌리네

임계면 송계리 산 69-1 (N 37°29'54.9", E 128°51'52.0")에는 풍촌 석회암층이 국소적으로 드러나 있다. 정선군 임계면 직원리의 풍촌 석회암층 일대에 발달하는 정선 백복령 카르스트지대에서는 130개의 돌리네와 1개의 우발라, 28개의 싱크홀, 4개의 석회동굴이 발달한다.

#### 민둥산 카르스트 지형
정선군 남면 무릉리의 민둥산 일대의 대기 석회암층에는 카르스트 지형이 밀집 분포하며 민둥산 정상부 부근과 발구덕 마을 지역에 최소 12개 이상의 돌리네가 발달하고 이 외에 우발라, 카렌, 석회동굴 등이 발달한다.

#### 무릉리 동남 철광상
정선군 남면 무릉리 78 (북위 37° 17′ 11.16″ 동경 128° 47′ 26.59″ / 북위 37.2864333°  동경 128.7907194° )에 위치한 무릉리 동남 철광산은 태백산 광화대의 북서부에 해당하며 1960년대 초부터 자철석 및 망간광석을 채광하였으나 지금은 폐광되었다. 이 광상은 철, 몰리브데넘, 연-아연, 은 및 망간의 스카른형 다금속 광상으로, 백악기의 섬록암이 풍촌 석회암층을 관입하여 접촉교대형 스카른 광상을 형성하였다.
정선군의 풍촌 석회암층
- 정선군 남면 무릉리 지방도 제421호선 도로변 북위 37° 15′ 15.5″ 동경 128° 47′ 06.3″ / 북위 37.254306°  동경 128.785083°
- 정선군 남면 무릉리 지방도 제421호선 도로변 북위 37° 15′ 55.1″ 동경 128° 47′ 38.1″ / 북위 37.265306°  동경 128.793917°
- 정선군 남면 무릉리 지방도 제421호선 도로변 북위 37° 15′ 55.2″ 동경 128° 47′ 38.1″ / 북위 37.265333°  동경 128.793917°
- 정선군 남면 무릉리 지방도 제421호선 도로변 북위 37° 17′ 00.6″ 동경 128° 47′ 51.4″ / 북위 37.283500°  동경 128.797611°
- 정선군 화암면 화암리 벌문재로 도로변
북위 37° 20′ 30.0″ 동경 128° 48′ 31.5″ / 북위 37.341667°  동경 128.808750°
- 정선군 화암면 화암리 벌문재로 도로변
북위 37° 20′ 30.0″ 동경 128° 48′ 32.0″ / 북위 37.341667°  동경 128.808889°
- 정선군 화암면 화암리 벌문재로 도로변
북위 37° 20′ 32.0″ 동경 128° 49′ 07.5″ / 북위 37.342222°  동경 128.818750°
- 정선군 화암면 화암리 벌문재로 도로변
북위 37° 20′ 32.0″ 동경 128° 49′ 08.0″ / 북위 37.342222°  동경 128.818889°
- 정선군 임계면 덕암리 벌문재로 도로변
북위 37° 21′ 42.0″ 동경 128° 50′ 42.0″ / 북위 37.361667°  동경 128.845000°
- 정선군 임계면 덕암리 벌문재로 도로변
북위 37° 21′ 41.0″ 동경 128° 50′ 48.0″ / 북위 37.361389°  동경 128.846667°

### 평창군
평창 지질도폭(1979)에 의하면 평창군 대화면 상안미리와 개수리 지역에, 묘봉층 상위에 남-북 방향의 축을 가진 소규모의 향사 습곡축을 따라 국부적으로 분포한다. 이 지층은 유백색의 석회암으로 구성되며 묘봉층과 평행한 대상(帶狀) 분포를 보여 주므로 풍촌 석회암층임이 인지된다.

### 동해시

#### 천곡동굴
[동해시]] 천곡동의 풍촌 석회암층(대기층)에는 천곡동굴과 카르스트 지형이 발달한다. 북평여자고등학교 맞은편에 위치한 천곡동굴은 주택지 개발 중 발견된 동굴로 종유석, 석순 등이 발달하며, 배후 산지에는 돌리네와 우발라 같은 카르스트 지형이 발달한다. 지표의 카르스트 지형과 천곡동굴은 서로 밀접하게 연결되어 있다.
천곡황금박쥐동굴 내부와 주변의 풍촌 석회암층
- 천곡동굴 입구
- '엄지척' 석순
- 석순과 석주가 만나고 있다
- 동굴 내 전시된 자수정
- 동굴 외부에 전시된 종유석
- 동굴 뒷산의 풍촌 석회암층 노두
- 동굴 뒷산의 돌리네 지형

#### 추암촛대바위
동해시 추암동의 추암촛대바위는 지질학적으로 대기 석회암층으로 구성되어 있다. 추암촛대바위 해안의 카렌 지형은 국내의 대표적인 해안 카르스트 지형이며 해식 동굴과 시스택 등이 발달한다.
추암촛대바위 일대의 풍촌 석회암층

### 삼척시,태백시
삼척-고사리 지질도폭(1994)에 의하면 본 지층은 주로 암회색 내지 청회색, 유백색 석회암과 돌로마이트질 석회암으로 구성되어 있는 지층이다. 하부의 묘봉 셰일층과는 정합적이고 점이적인 관계를 가지며, 대기층 또는 대기석회암층이라 불리기도 한다. 노곡면 상월산리 부근에서는 본 층의 최하부에서 어란상(魚卵狀; 물고기 알 모양) 석회암이 있음이 확인되었다. 본 층은 삼척역 인근, 노곡면, 도계읍, 삼척 대이리 동굴지대, 하장면에 이르기까지 넓은 지역에 대상(帶狀)으로 분포하며, 암상에 따라 상, 중, 하부층원으로 구분된다. 본 층의 두께는 190 m 내외이다.
- 하부층원은 하위로부터 약 20 m 두께의 암회석 석회암, 약 15 m 두께의 암회색 호상-편상석회암, 20 m 두께의 우백색 석회암과 그 최상위에 30 m 두께의 돌로마이트질 석회암으로 되어 있다. 이중 상위와 중위에 있는 암회색과 유백색 석회암은 순수하여 동양시멘트공장에서 석회석의 원광석으로 사용하고 있다.[12]
- 중부층원은 하위로부터 두께 약 30 m의 담회색 괴상(塊狀) 석회암, 두께 약 20 m의 암회색 결정질 석회암, 두께 약 10 m의 돌로마이트질 석회암으로 구성되어 있다. 이 중 하위의 담회색 괴상 석회암은 매우 순수하여 시멘트의 우수한 원광석으로 사용되고 있다. 중위의 결정질 석회암은 대리암으로 취급할 수 있는 것도 있으며 이 경우 흔히 담홍색을 띤다.[12]
- 상부층원은 15 내지 20 m 두께의 호상 석회암으로 되어 있으며 상부로 감에 따라 얇은 층의 셰일을 많이 협재하여 화절층으로 점이한다.[12]

장성 지질도폭(1967)에 의하면 묘봉층을 정합으로 덮는 지층으로 유백색, 회백색, 청회색 괴상(塊狀) 석회암으로 구성되며 대체로 결정질(結晶質)이고 층리의 발달이 거의 없다. 묘봉 (서)북측 사면과 묘봉 북동쪽으로 양호한 노출을 보이며 덕풍계곡에서 북서 방향의 단층을 넘어 변위되면서 동북동으로 연장되고 이후 선캄브리아기 홍제사 화강암 내에 첨멸한다. 본 지층의 분포지에는 카르스트 지형이 형성되어 있는데 묘봉 정상부에서 돌리네와 카렌필드를 볼 수 있다. 지층의 두께는 200~300 m이다.
태백시 백산 지역에서의 풍촌 석회암층은 대부분 적회색, 백회색, 암회색의 돌로마이트질 석회암과 석회암으로 이루어지며, 다른 지역과는 달리 하부에 층리 구조가 잘 나타난다. 노두의 기저로부터 약 65 m 층준에는 돌로마이트질 석회질 역암이 나타나며, 상부에는 결정질 석회암이 나타난다. 노두의 기저로부터 30~50 m 지점에 0.5~1 m 두께의 판상 석회질 역암이 3차례 협재된다.
박병권과 우경식(1986)은 태백시 장성동 지역의 풍촌 석회암층에서 탄산염암을 채취하고 탄소 및 산소 동위원소 값을 분석하였다. 연구 결과 탄산염암의 산소 동위원소 값이 지열에 의해 변화되었다고 가정하면 풍촌 석회암층은 온도 42.8~67.4°C, 1.4~2.2 km 깊이에서 속성 작용을 받은 것으로 해석되었다.
박병권과 한상준(1986.6)은 태백시 장성동 지역 풍촌 석회암층의 탄산염암 내에 함유된 미량 원소를 분석하였다. 미량 원소의 평균 함량은 철 2772 ppm, 망가니즈 903 ppm, 스트론튬 180 ppm, 칼륨 253 ppm, 나트륨 159 ppm이며 망가니즈 함량이 많은 것은 일차로 담수의 영향을 받았고 이차로 원래 구성광물의 차이에 의한 것으로 해석된다. 풍촌 석회암층은 대륙붕(Shallow-subtidal)에서 대륙사면의 상부에 이르는 환경에서 퇴적된 것으로 분석된다.
박병권과 한상준(1986.9)은 태백시 장성동 지역 풍촌 석회암층 하부의 어란상 탄산염암을 연구하였다. 이 탄산염암은 우이드(ooids), 펠로이드, 온코이드, 생쇄설물의 입자로 구성된 입자암과 팩스톤으로 구성된다. 이 어란상 탄산염암은 캄브리아기 수심 3~5 m 미만의 우이드 여울 퇴적환경에서 형성된 것으로 해석된다.
박병권 외(1987)에 의하면 동점-장성 지역에 분포하는 풍촌 석회암층 하부에 협재된 이암층은 두께 4~13 m이며 하부에 어란상 탄산염암층이, 상부에 바운드스톤(boundstone)이 발달한다. 이암 내에는 해조류의 잔류물이 층리에 평행하게 있으며 이 이암층은 현생의 니질 갯벌과 유사한 환경에서 퇴적된 것으로 해석된다.
박병권과 한상준(1987)은 동점-장성 지역 풍촌 석회암층의 암상을 분석하고 풍촌 석회암층을 탄산염 초(礁, reef) 전사면에서 퇴적된 것으로 해석하였다. 이 지역의 풍촌 석회암층에서 각력(breccia)암상이 나왔는데 이는 미끄럼 작용이 아니라 지각운동이 활발한 지역의 대륙붕에서 형성된 것으로 해석된다.
풍촌 석회암층의 상부 120 m 구간에는 담적색의 탄산염암과 탄산염암 역 사이에 적색의 니질 성분이 기질로 불규칙하게 산출된다. 박병권과 한상준(1987.6)에 의하면 이 적색 니질 성분은 지표에서 풍화 작용으로 형성된 철 이온(Fe2+)과 침철석이 니질 퇴적물과 같이 퇴적되어 속성작용 초기에 적철석으로 변함에 따라 적색을 띠게 된 것이다.
박병권과 한상준(1987.12)은 동점-장성 지역 풍촌 석회암층 하부에 협재된 탄산염 각력암층의 암상을 분석하고 이 암석이 해침 환경 하에 있었으며 초(礁) 후사면에서 퇴적된 것으로 해석하였다.
태백시 동점 지역에서의 풍촌 석회암층은 서쪽에 분포되는 주향 이동 단층의 영향으로 동쪽은 완만한 습곡의 형태로 북동, 북서 방향으로 향사 습곡의 형태로 분포하며 서쪽은 단층의 영향으로 북으로 경사져 있다. 주요 구성 암석은 백색 내지 유백색의 괴상 석회암과 담회-회색 괴상 석회암, 암회색 괴상 석회암 등이다. 풍촌 석회암층 최상부 약 20 m 구간은 백색-유백색의 괴상 석회암이 우세하며 국내 석회석 자원 산업에서 주로 사용되는 층이며, 산업적인 가치는 이 층의 물리적 화학적 분석 결과에 따라 판단된다. 풍촌 석회암층은 평균 200-300 m 정도의 두께를 가지며, 주로 괴상의 밝은색 석회암과 어란상(魚卵狀) 석회암으로 이루어져 있다. 동점 지역에서는 습곡 및 단층의 영향으로 서쪽에는 약 90 m 내외. 동쪽에는 약 110 m 이상으로 나타난다. 이는 북동-남서로 경사하는 습곡의 영향일 것으로 보인다.
- 풍촌층 하부 석회암대는 동점 지역에 약 90 m 폭으로 관찰되며, 묘봉층 위에 정합적으로 놓인다. 동점 지역 서쪽에서는 남-북 주향의 2개 조의 단층에 의해 단절된다. 주로 담회색-암회색 괴상 석회암이 우세하며, 부분적으로 (유)백색 괴상 석회암이 발달하며 지층의 두께는 90 m 내외이다.[22]
- 동점 지역 내에서 산업적인 가치가 있는 풍촌층 상부 석회암대는 최상부 약 20 m 구간에 해당하며 화절층에 의해 정합적으로 덮인다. 서쪽에 남-북 방향 주향 이동 단층을 기준으로 풍촌층 하부 석회암과 마찬가지로 단층의 영향으로 연장이 단절되어 있다. 또한 남-북 방향의 주향 이동 단층을 기준으로 동쪽에는 하부 석회암과 마찬가지로 습곡에 의한 분포면적이 두껍게 나타나고 있다. 동점 지역의 풍촌층 상부 석회암대는 그 폭이 20 m 로 비교적 얇게 분포되지만 산업적인 가치가 크다. 암상은 주로 (유)백색, 일부 담회색 괴상(塊狀) 석회암으로 구성되어 있다.[22]

#### 삼척 대이리 동굴지대

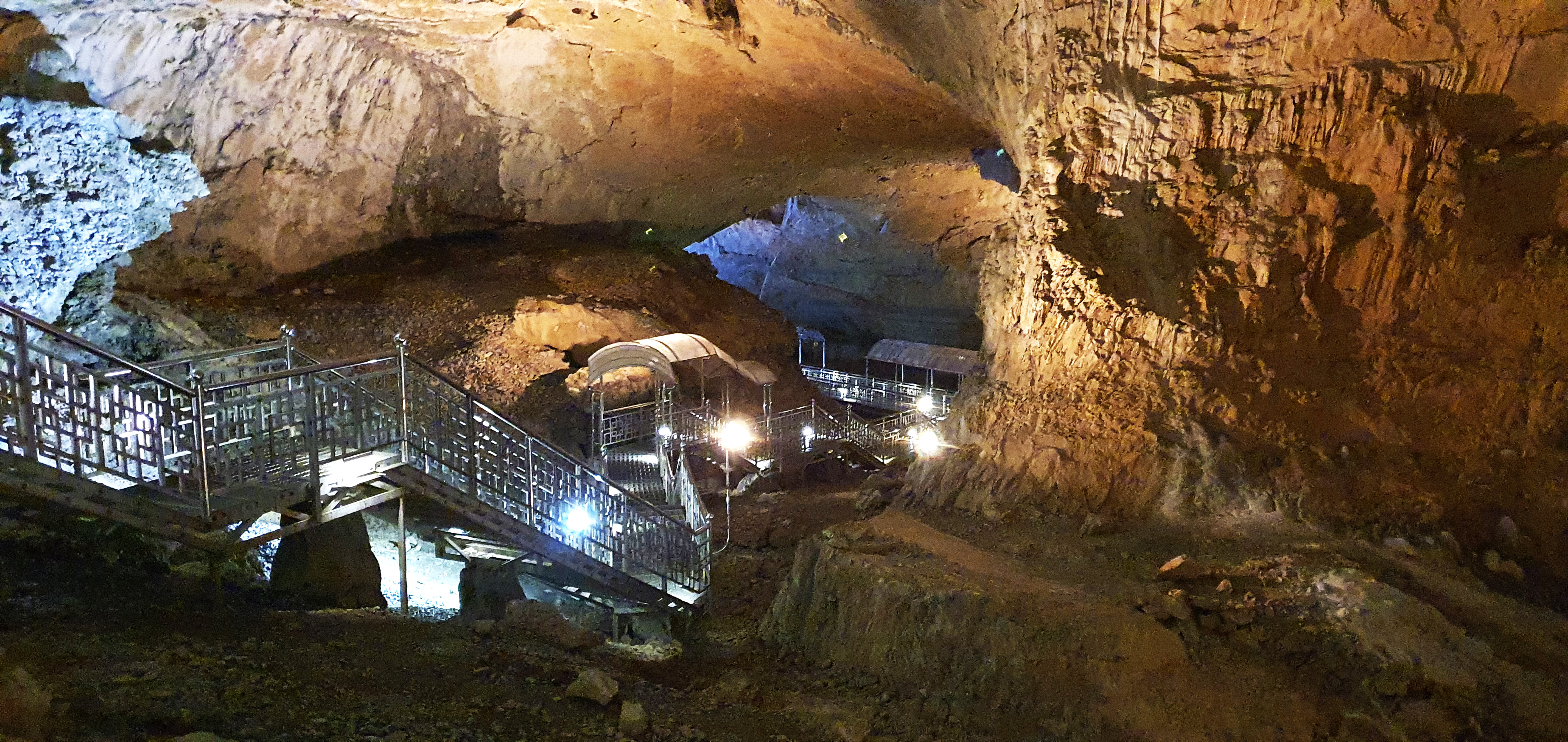
삼척 대이리 동굴지대의 환선굴

삼척시 신기면 대이리에 위치한 삼척 대이리 동굴지대의 환선굴, 관음굴, 대금굴, 큰재세굴의 입구는 대기 석회암층 중에 형성되어 있으나 동굴의 규모가 비교적 크기 때문에 입구의 지층과 동굴 내부의 지층이 다르며 동굴이 여러 지층에 걸쳐 발달하기도 한다.

#### 삼척 초당굴
삼척시 근덕면 금계리 산 380 (N 37°23'00.83", E 129°10'56.44")에 위치한 삼척 초당굴은 대기 석회암층 내부에 수직과 수평 통로가 반복되는 다층 구조로 발달한다. 초당굴의 하부는 소한굴 상부와 수중으로 연결되어 있으며 천연기념물 제226호로 지정된 후 출입이 제한되어 있어 보존 상태가 좋다.

#### 기타 지질유산
삼척시 건지동 일대(N 37°25'35.00", E 129°09'14.00")의 대기 석회암층은 유백색 내지 담회색의 결정질 석회암층이 우세하며 돌리네, 우발라, 카렌, 테라로사와 같은 카르스트 지형이 발달하나 현재는 경작 및 토목 공사로 원형이 많이 훼손되었다.

### 석개재단면
석개재 단면에 180 m 두께로 드러난 풍촌 석회암층은 온콜라이트와 어란상 입자암(oncoid/ooid grainstone), 괴상 입자암, 와케스톤, (녹회색) 이암 등으로 구성된다. 상부 경계는 세송층 최하부의 셰일 또는 실트스톤이다. 이곳의 대기층은 다양한 암상으로 구성된 두께 45 m의 하부층과 두께 130 m의 탄산염암이 우세한 상부층으로 나누어진다. 이 층에서 삼엽충 화석 Ammagnostus, Peronopsis, Dorypyge, Amphoton, Crepicephalina, Cyclolorenzella, Liostracina, Metanomocarella가 발견되었다. 중기~후기 캄브리아기를 지시하는 이 화석군은 북중국의 Zhangxia, Gushan층과 비슷하다.

### 울진군
죽변 지질도폭(1993)에 의하면 경상북도 울진군 북면 주인리에 묘봉층과 같이 분포하는, 거의 순수한 백색 내지 담회색 석회암으로서 상부가 유문암질암에 의해 관입 융식(融蝕)되거나 분출 피복되어 있다. 본 층의 주향과 경사는 북서 50~60°및 북동 60~70°이며 울진광산 북부에서는 사암, 셰일 및 역암으로 구성된 사곡리층에 의해 덮여 있으며 백운모 화강암과 유문암질암과 접하는 부분은 스카른(skarn)화 되어 있고 때로는 광화 작용을 받아 광상을 형성하기도 한다.

#### 성류굴
김련 외(2010)는 성류굴 주변에 분포하는 기존의 원남층군 장군석회암층을 대기층, 화절층, 동점층에 대비하였다. 성류굴 지역의 대기층은 주로 유백색의 괴상(塊狀) 결정질 석회암으로 구성되며 타 지역과 달리 생쇄설 입자와 우이드(ooid)가 거의 없고 이는 극심한 열수변질작용에 기인한 것으로 추정된다. 그러나 매우 드물게 발견되는 우이드는 천해의 퇴적환경을 지시한다.

### 영월군
옥동 지질도폭(1966)에 의하면 본 층은 주로 회색의 괴상(塊狀)석회암으로서 위로 갈수록 백색으로 변하나 약간의 호상(縞狀) 구조를 띠게 되며 상위의 화절층으로 점이한다. 본 층의 상부에는 분대(分帶)가 가능할 정도의 두께와 연속성을 가진 백색 돌로마이트 지층이 협재되어 있다. 본 지층의 두께는 400 m 내외이다.

### 단양군

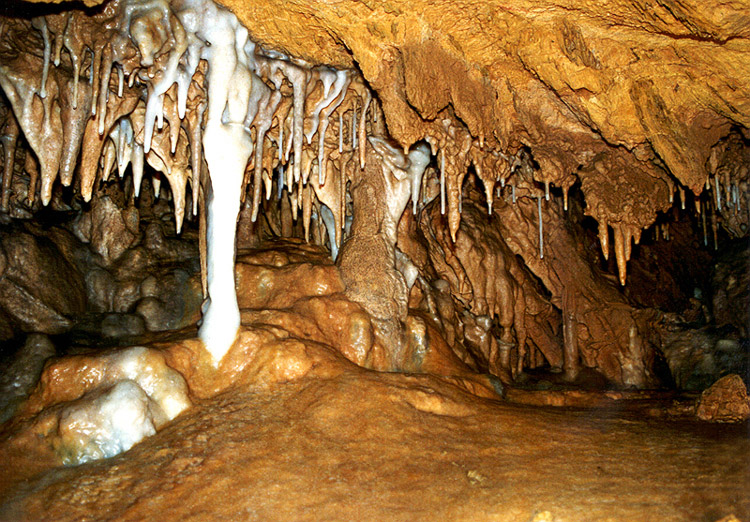
풍촌 석회암층 중에 발달하는 단양 천동동굴의 모습이다.

단양 지질도폭(1967)에 의하면 묘봉층 상위에 정합으로 놓이며 얇게 대상(帶狀)으로 발달하는 묘봉층의 서측을 따라 가곡면, 어상천면, 대강면으로 이어지며 대강면 당동리에서 죽령 단층에 의해 약 1.7 km 변위된다. 암석의 구성에 따라 3개 부분으로 나누어진다. 본 석회암층을 구성하는 회색 석회암과 돌로마이트의 현미경 관찰에 의하면 전자는 대부분이 방해석으로 구성되고 소량의 석영립, 돌로마이트, 자철석, 견운모 등이 수반된다. 지층의 두께는 250~300 m이다.
- 하부는 비교적 순수한 석회암으로 구성되며 특히 백색 석회암이 회색 및 청회색 석회암과 호층(互層)으로 협재되어 있음이 특징이다. 석회암은 일반적으로 수 mm 에서 3 cm 내외의 두께로 백색 및 청회색 석회질대와 황갈색 점토질과의 호층에 의해 호상(縞狀) 구조를 이루는 부분이 많고 이들은 곳에 따라 심한 프티그마틱 습곡(Ptygamatic foldong)을 보인다. 이들 호상 석회암 외에 치밀한 결정질 괴상(塊狀) 석회암도 협재되며 이들은 30~50 cm 간격으로 층리면에 평행한 판상 구조를 갖는다. 죽령 단층 이남의 본 석회암은 중생대 흑운모 화강암의 관입에 의한 열변질 작용으로 흔히 사카로이달 조직(Saccaroidal texture)을 보인다.
- 하위의 석회암대 상부에는 얇은 녹회색 셰일 및 점판암이 불연속적으로 협재된다. 이 점판암류는 층리면에 평행한 판상 벽개면(劈開面)이 현저하며 일반적으로 노두로 나타나는 일이 드물고 5~15 m의 두께를 가지나 곳에 따라서는 첨멸한다.
- 점판암류 상부에는 돌로마이트로 구성된다. 이 돌로마이트는 그의 풍화면이 타 암석과 달리 흑색의 괴상(塊狀)을 이루고 층리의 발달이 좋지 않으나 야외에서 쉽게 식별된다.

## 연구
- 정창희(1969)에 의하면 삼척탄전 지역에서 대기층은 하부 교호대와 상부 풍촌층원으로 구분된다. 하부 교호대는 1~10 m 두께의 점판암과 석회암이 교호하는 부분으로 전체 두께는 50 m이며 묘봉층에서 상부의 석회암으로 점이하는 부분이다. 풍촌층원은 유백색과 분홍빛을 띠는 흰색의 괴상(塊狀) 석회암으로 구성된다.[28]
- 김정률과 박용안(1981)에 의하면 풍촌 석회암층은 25~35°C의 수온과 36~45‰의 염분을 갖는 수심 10 m 내외의 천해에서 퇴적되었을 것으로 추정된다.[29]
- 태백시 원동(N 37.26578459°, E 128.942453°) 지역에서 풍촌 석회암층의 최상부를 시추한 결과 유백색 괴상 석회암으로 구성되어 있고, 빈번하게 암청색 박층이 관찰된다. 상부는 조립질 입자를 포함하고 있는 청색과 백색의 암석으로 구성된다. 풍촌 석회암층과 세송층의 경계부는 상당히 뚜렷한 차이를 보인다. 풍촌 석회암층에서는 유백색 괴상의 석회암이, 광물학적으로는 방해석이 우세하게 나타나나, 세송층에서는 암황색, 적색, 청색의 셰일이 관찰되고, 광물학적으로도 방해석의 함량이 감소하고 석영의 함량이 증가한다.[30]
- 강성승과 장보안(2022)은 고응력장을 규명하기 위해 백운산 향사대 일대에 분포하는 풍촌 석회암층에서 6개의 시료를 채취하고 방해석 쌍정(雙晶)의 변형률과 고응력장의 상대적 크기와 방향 등을 계산하였다. 계산 결과 대부분의 시료에서 압축응력이 2번 이상 작용하였고 압축응력은 대략 동-서의 방향이 우세하며 북서-남동 및 북동-남서의 방향성도 보인다. 방해석 쌍정에는 중생대 초 송림 변동 시기에 가장 큰 압축응력이 작용하였고 대보 조산운동과 불국사 변동의 영향도 받은 것으로 보인다.[31]

## 같이 보기
- 한국의 지질
- 삼척시의 지질
- 동해시의 지질
- 태백시의 지질
- 정선군의 지질
- 평창군의 지질
- 영월군의 지질
- 단양군의 지질
- 조선 누층군
- 묘봉층
- 세송층